# حقيبة ساعي البريد

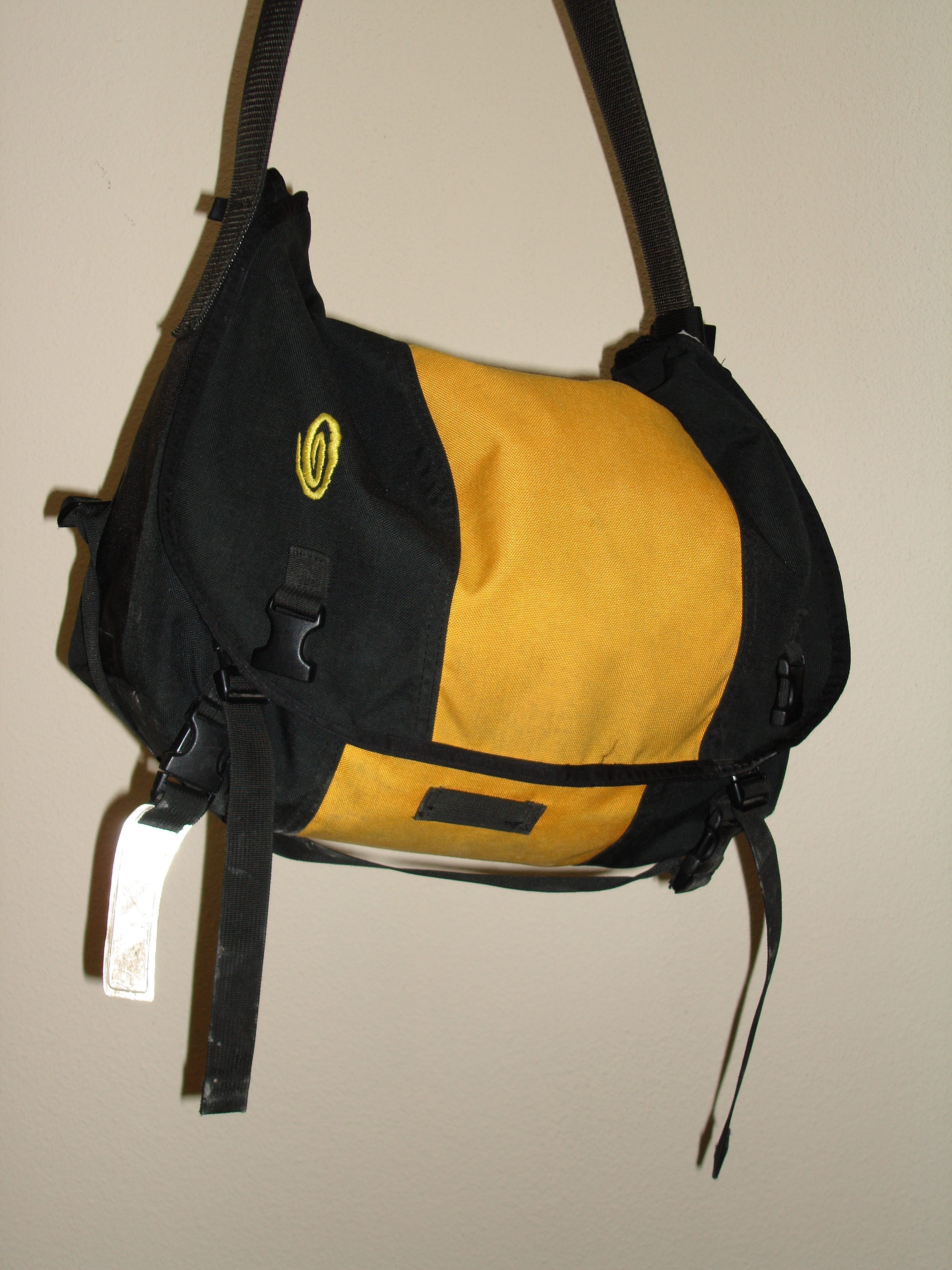
حقيبة ساعي البريد

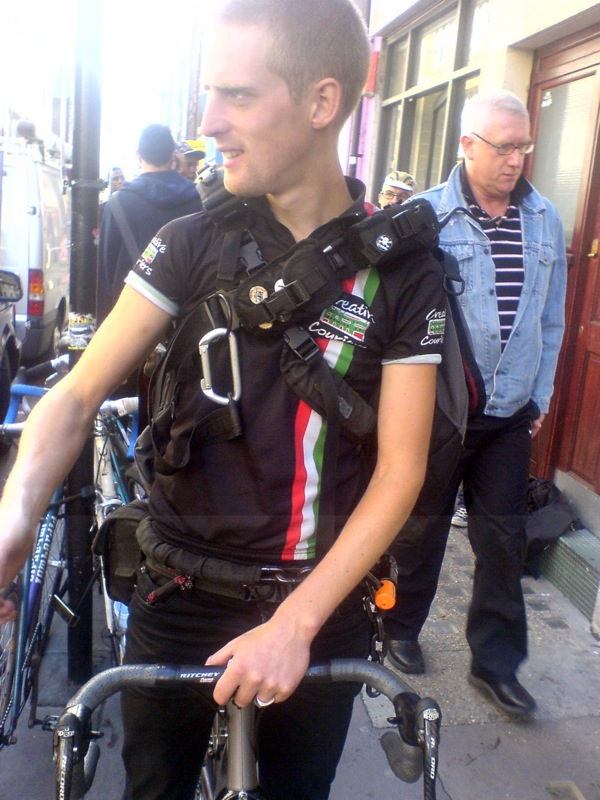
ساعي بريد من لندن

حقيبة الساعي (وتسمى أيضًا حقيبة البريد) هي نوع من الحقائب، وعادة ما تكون مصنوعة من القماش (طبيعي أو صناعي). يتم ارتداؤها على كتف واحد مع حزام يمتد عبر الصدر لإراحة الحقيبة على أسفل الظهر. في حين أن حقائب السعاة تستخدم أحيانًا من قبل سعاة، فهي الآن أيضًا رمز أزياء حضري. تسمى بعض أنواع حقائب السعاة بحمل.

## القصة
تم استخدام تصميم الحقيبة هذا في نقل البريد والبضائع بواسطة أنواع عديدة من السعاة، بما في ذلك ركاب Pony Express وعمال البريد والمراسلين سيرًا على الأقدام (خاصة في العصور القديمة) وسعاة الدراجات. تستخدم بعض شركات نقل البريد الملكي في المملكة المتحدة حاليًا أكياس كبيرة الحجم لتسليم البريد بدلاً من الحقيبة البريدية.
حقائب نمط اليوم الموصوفة هنا على وجه التحديد لرسالة الدراجات، كانت العلامات التجارية للأزياء تصنع حقائب «على شكل نمط» على غرار حقائب حالة الخريطة العسكرية وأكياس المستندات التي تتميز بحزام كتف مخصص للارتداء عبر الصدر لأكثر من قرن.
تتضمن الحقيبة الحقيقية حزامًا ثانيًا أنحف وثابتًا يتم تثبيته إما حول خصر الفارس أو بشكل مائل عبر الصدر. بدون حزام موازنة، تميل الحقيبة إلى التأرجح نحو مقدمة الفارس، مما يجعل عملية الدواسة صعبة.
غالبًا ما تستخدم حقائب السعاة كإكسسوار للأزياء. أصبحت حقائب السعاة من المألوف في البيئات الحضرية، بين راكبي الدراجات والركاب. يستخدمها العديد من طلاب الكليات والمدارس الثانوية وركاب الدراجات لأغراض وظيفية وعصرية. تصمم العديد من الشركات حقائب رسول خصيصًا لسوق الجامعات. مقارنةً بحقيبة الظهر ، من الأسهل وضع الكتب والمفكرات والإمدادات وإزالتها من حقيبة رسول لأنه يمكن نقلها بسهولة إلى جانب الجسم، مما يوفر إمكانية وصول أفضل. توفر حقائب السعاة مقاومة للطقس أكثر من الحقائب المدرسية المصنوعة من الجلد.

## بناء
غالبًا ما تكون المواد المستخدمة في حقائب السعاة أكثر متانة ومقاومة للماء من حقائب الكتف الأخرى. تستخدم الحقائب المعاصرة مقاييس أكثر سمكًا من القماش والقماش الواقي للبطانة الداخلية المقاومة للماء. وتشمل المواد الأخرى النايلون الباليستي، وبطانة قماش الفينيل المقاوم للماء المستخدمة لجعل الحقيبة مقاومة للماء. توفر البطانة هيكل الدعم للكيس؛ هذا يمنع الحقيبة من السقوط على نفسها. تتجنب بعض الشركات البطانة القياسية المقاومة للماء PVC لمركبات مثل البولي يوريثان بالحرارة، والتي تكون أغلى ثمناً وأكثر متانة وأكثر صداقة للبيئة وأقل تقلبًا.